# Onthobium howdeni
Onthobium howdeni là một loài bọ cánh cứng trong họ Bọ hung (Scarabaeidae).